# خین مو وای
خین مو وای (انگلیسی: Khin Moe Wai؛ زادهٔ ۱۶ دسامبر ۱۹۸۹) بازیکن فوتبال اهل میانمار است.

وی همچنین در تیم ملی فوتبال زنان میانمار بازی کرده‌است.